# Arquebisbat de Cracòvia

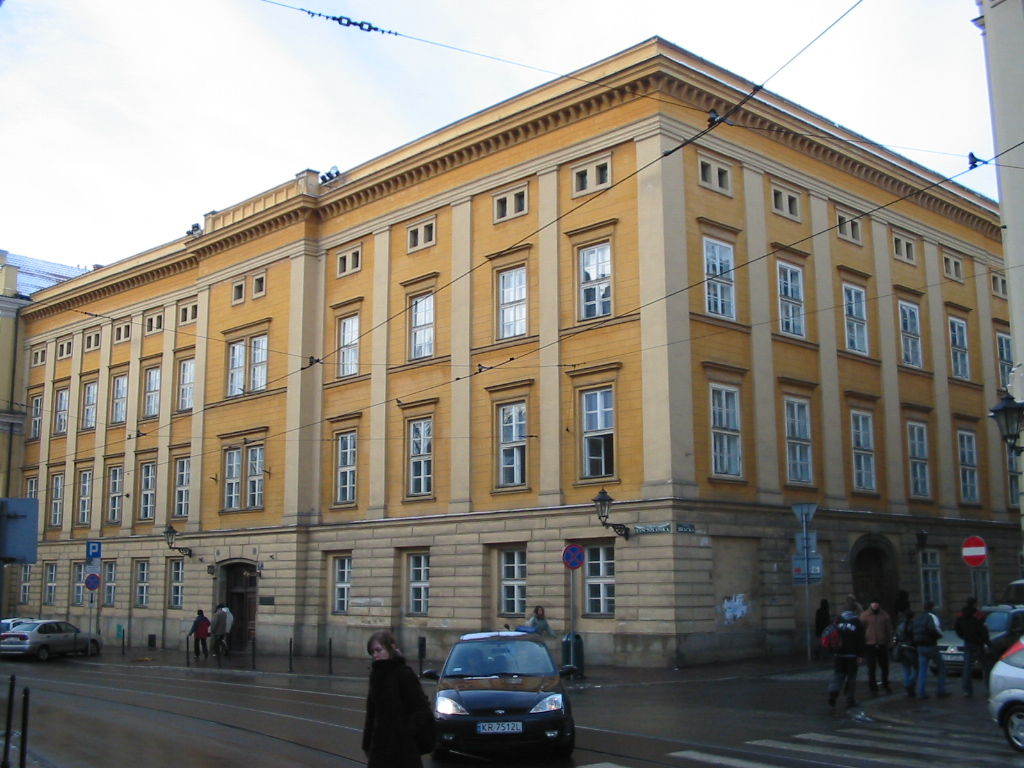
La Universitat Pontifícia Joan Pau II, instituïda pel Papa Joan Pau II al 1981 com a Acadèmia Pontifícia Teològica.

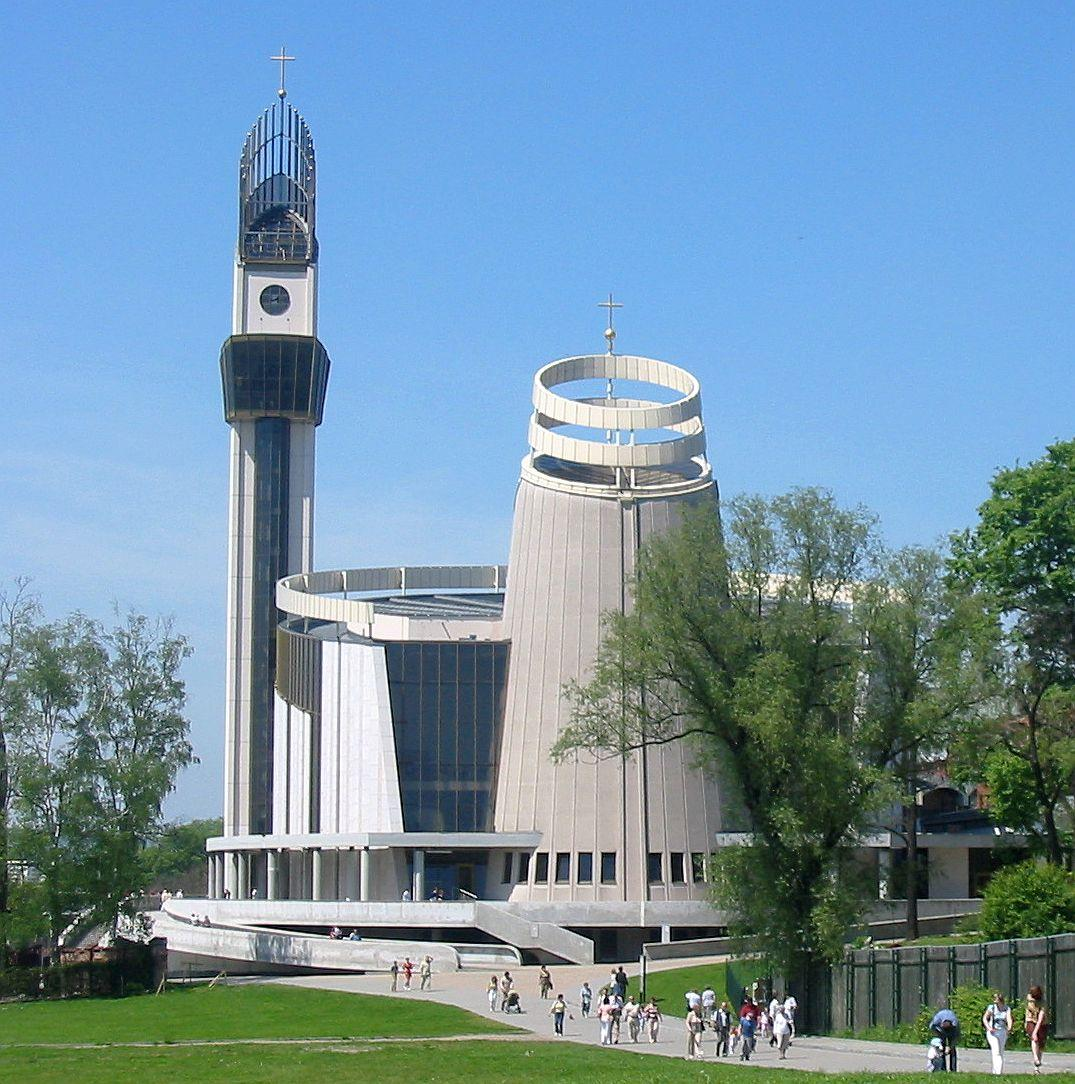
El santuari de la Divina Misericordia de Cracovia-Lagiewniki, dedicat a vida i a la memòria de santa Faustina Kowalska.

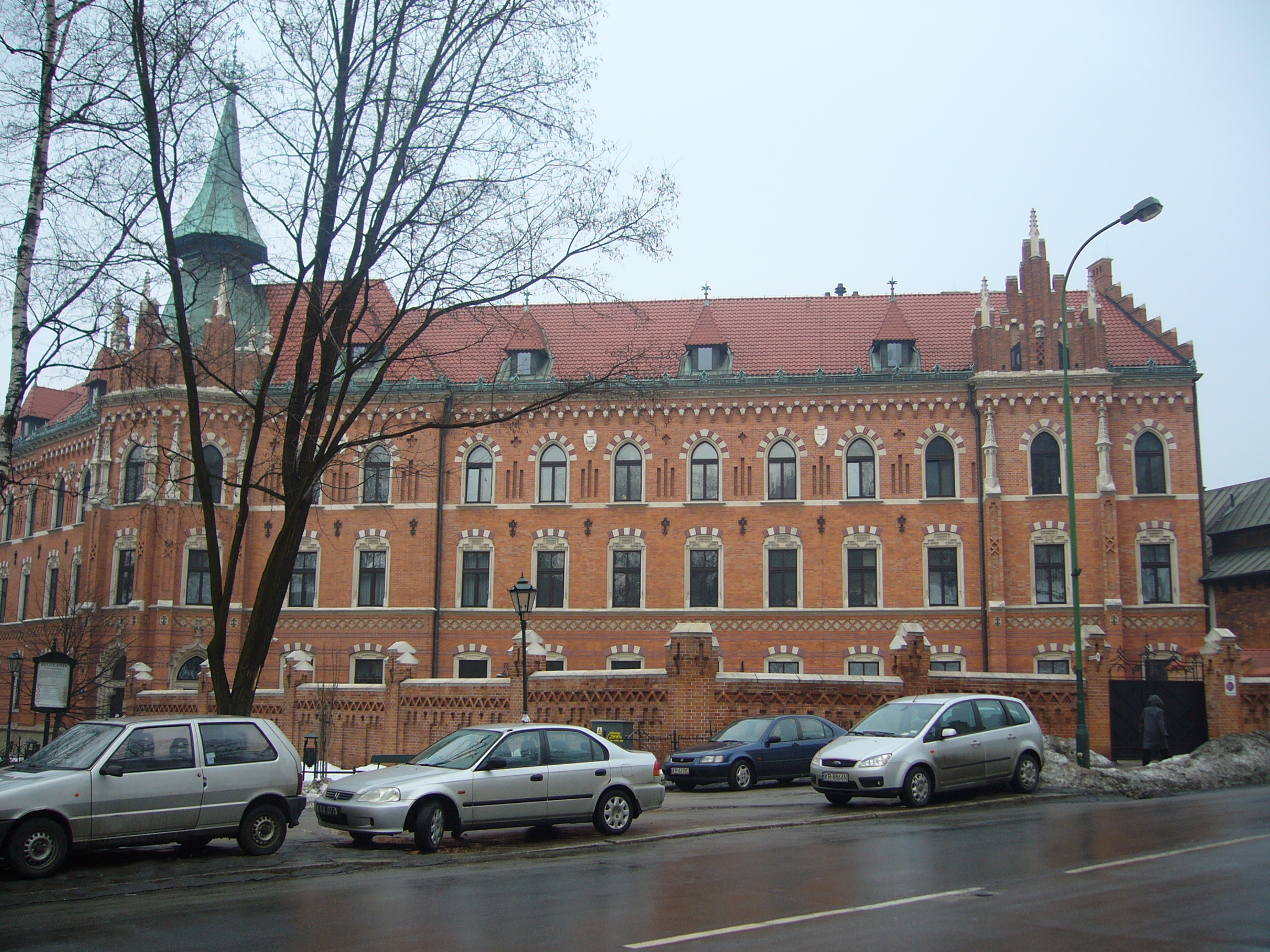
El seminari diocesà de Cracòvia.

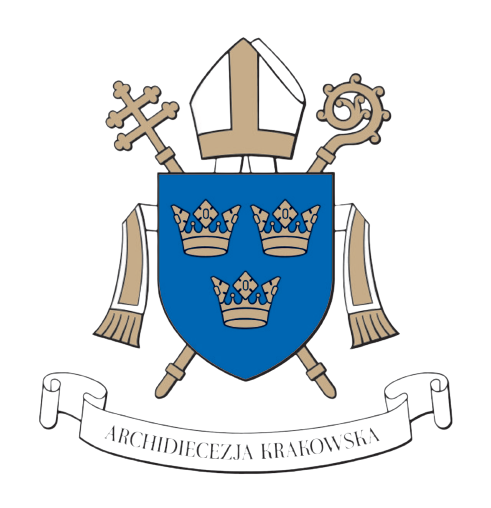
Escut de l'arxidiòcesi

L'arquebisbat de Cracòvia és una seu metropolitana de l'Església Catòlica a Polònia. El 2010 tenia 1.556.000 batejats sobre una població d'1.601.000 habitants. Actualment està regida per l'arquebisbe cardenal Stanisław Dziwisz.
La seu es troba a la catedral de Sants Estanislau i Wenceslau, on es troben sepultats els reis i els grans poetes polonesos.

## Territori
L'arxidiòcesi comprèn la ciutat de Cracòvia, part de Jaworzno, el districte de Cracòvia (en part), de Limanowa (en part), de Nowy Targ (en part), d'Oświęcim (la major part), de Wadowice (la major part), de Bochnia (una petita part), de Myślenice, de Sucha, de Tatra, di Wieliczka, de Chrzanów i d'Olkusz (una petita part).
La seu arquebisbal és a la ciutat de Cracòvia, on es troba la catedral de Sants Estanislau i Wenceslau.
El territori s'estén sobre 5.730 km² i està dividit en 35 diaconats i 439 parròquies.

### Província eclesiàstica
La província eclesiàstica de Cracòvia, instituïda el 1925, comprèn les següents diòcesis sufragànies:
- Bisbat de Bielsko-Żywiec
- Bisbat de Kielce
- Bisbat de Tarnów

## Història
Els orígens del bisbat de Cracòvia són vers el segle ix, herència de la missió enviada per sant Metodi per a un príncep del Vístula; d'aquest període es coneixen els noms dels bisbes Wiching, Prohor i Prokulf, possiblement de llengua i litúrgia greges, com més tard també ho serien els bisbes Lambert i Czesław.
La diòcesi llatina de Cracòvia va erigir-se al segle x, poc abans de l'any 1000, potser pel rei Miecislau I. La invasió bohèmia del 1039 comportà la destrucció dels arxius eclesiàstics, amb la conseqüència que els orígens de la diòcesi i els noms dels tres primers bisbes quedaren incerts o llegendaris. El primer bisbe conegut és Popon, sufragani de l'arquebisbe de Gniezno.
La importància de la seu de Cracòvia va créixer durant el segle xi, en particular gràcies als esdeveniments relatius amb el rei Boleslau II i el bisbe Estanislau i que acabarien amb la mort del darrer, ben aviat venerat com a màrtir. El 1172 l'autoritat del bisbe era tal que Gedko va poder deposar i exiliar el rei Miecislau III. De cert, la importància de Cracòvia estava íntimament lligada a la presència a la ciutat de la família reial polonesa; tot i que Gniezo encara era la seu primada polonesa i l'única seu metropolitana del país.
La primera cronologia dels bisbes va ser compilada el 1226; i la segona el 1347. Als seus orígens, la diòcesi comprenia les ciutats de Sandomierz i Lublin; així com tota la Petita Polònia. Entre 1443 i 1791 els bisbes de Cracòvia van ser, a més, ducs de Siewierz.
La fundació de la universitat el 1364 va donar gran renom tant a la ciutat com a la seu episcopal, esdevenint una de les més prestigioses i importants d'Europa, gràcies a l'obra de l'humanista i cardenal Zbigniew Oleśnicki.
Els esdeveniments polítics i militars que van portar a les tres particions de Polònia també tindrien conseqüències per a la seu de Cracòvia. Després de la Primera Partició (1772), la diòcesi perdria el territori al sud del Vístula, territori amb el qual es formaria el bisbat de Tarnów. El 1790, gran part de territori de les regions de Kielce i Lublín van ser annexionats al bisbat de Chełm. Amb la Tercera Partició (1795), tot el territori diocesà va esdevenir part de l'imperi austríac: aquest determinà que la diòcesi de Cracòvia recuperés part de l'antic territori al sud del Vístula, en suprimir-se el bisbat de Tarnów (1805). Després del Congrés de Viena i de la creació de la Segona República de Polònia, la diòcesi va ser de nou dividida i una altra vegada perdria els territoris al sud del Vístula, ara per crear el bisbat de Tyniec (1821).
Els canvis polítics van ser l'origen no només de les modificacions territorials ja esmentades, sinó que també es modificà la província eclesiàstica. Després de la Tercera Partició de Polònia, la seu metropolitana de Gniezno es trobava a Prússia; i per aquest motiu, els emperadors austríacs van moure fils per tal que la seu de Cracòvia no hagués de dependre d'un metropolità "estranger". Per això, el 19 d'agost de 1807, mitjançant la butlla Quoniam carissimus del Papa Pius VII passà a formar part de la província eclesiàstica de Leopoli. El 1818, després de les decisions del Congrés de Viena, Cracòvia tornà a canviar de metropolità, esdevenint sufragània de l'arquebisbat de Varsòvia (llavors part de l'Imperi Rus). Finalment el 1808 passà dependre directament de la Santa Seu.
A inicis del segle xx, la diòcesi comptava amb 850.000 catòlics, 4.000 protestants i 60.000 jueus, amb un total de 197 parròquies. L'emperador d'Àustria tenia el privilegi de nominació, després de consultar amb els bisbes de Galítsia.
Cracòvia va ser elevada al rang d'arxidiòcesi metropolitana el 28 d'octubre de 1925 mitjançant la butlla Vixdum Poloniae unitas del Papa Pius XII, assignant-se-li com a sufragànies les seus de Tarnów, Kielce, Częstochowa i Katowice.
En el transcurs del segle xx van haver diversos arquebisbes distingits. El cardenal Puzyna contribuí indirectament a l'elecció del Papa Pius X pel veto del govern austríac, del qual era ambaixador, vers el cardenal Mariano Rampolla del Tindaro. El govern del cardenal Sapieha va ser el més llarg de la història de la seu de Cracòvia, marcat per diversos moments difícils per la ciutat, com la I Guerra Mundial, l'ocupació hitleriana i la Segona Guerra Mundial i els primers anys del règim comunista.
Entre 1964 i 1978 la diòcesi va estar regida per Karol Józef Wojtyła, que seria elegit papa amb el nom de Joan Pau II. Cracòvia era la primera diòcesi no italiana de la qual el seu ordinari era elegit Papa després de 456 anys, la darrera havia estat Tortosa, quan el 1522 el seu arquebisbe va ser elegit Papa amb el nom d'Adrià VI.
El 8 de desembre de 1981 Joan Pau II, amb el motu proprio, instituí a Cracòvia l'Acadèmia Pontifícia Teològica, avui la Universitat Pontifícia Joan Pau II, creada a partir de la facultat de teologia de la Universitat Jagellònica, fundada el 1397 pel Papa Bonifaci IX.
El 25 de març de 1992 la diòcesi cedí part del seu territori per tal d'erigir els nous bisbats de Bielsko-Żywiec i Sosnowiec.

## Patrons
- Sant Estanislau de Cracòvia
- Sant Joan de Kęty
- Sant Szymon de Lipnica
- Santa Faustyna Kowalska
- Sant Jacint de Cracòvia
- Sant Albert Chmielowski
- Beat Wincenty Kadłubek
- Sant Estanislau de Kazimier
- Servents de Déu Michał Giedroyć i Izajasz Boner

## Cronologia episcopal

### Bisbes de Cracòvia
- Poppon † (1000 - 1014 ?)
- Lambert I † (1014 ? - 1023/30 ?)
- Gompo † (1023/30 ? - 1032 mort)
- Rachelin † (14 d'agost de 1032 - 1046 mort)
- Aron, O.S.B. † (1046 - 15 de maig de 1059 mort)
- Lambert Suła † (1061 - 1071 mort)
- Sant Estanislau † (1072 - 11 d'abril de 1079 mort)
- Lambert III † (1082 consagrat - 25 de novembre de 1101 mort)
- Czesław † (1101 - vers 1103)
- Baldwin † (1103 - 7 de setembre de 1109 mort)
- Maur † (1110 - 5 de març de 1118 mort)
- Radostl † (1118 - 19 de gener de 1142 mort)
- Robert † (1142 - 13 d'abril de 1143 mort)
- Mateusz † (vers 1143 - 18 d'octubre de 1165 mort)
- Gedko † (19 de juny de 1166 consagrat - 20 de setembre de vers 1184 mort)
- Fulko † (prima di de febrer de 1186 - 11 de setembre de 1207 mort)
- Beat Wincenty Kadłubek † (28 de març de 1208 - 1218 dimití)
- Iwo Odrowąż † (28 de setembre de 1218 - 21 de juliol de 1229 mort)
- Wisław Zambra † (1231 - 15 de març de 1242 mort)
- Jan Prandota † (25 de maig de 1242 - 20 de setembre de 1266 mort)
- Paweł di Przemankowo † (9 d'octubre de 1266 - 29 de novembre de 1292 mort)
- Prokop Ruthenus † (vers 1293 - 1295 mort)
- Jan Muskata † (vers 1295 - 7 de febrer de 1320 mort)
- Nankier Kołda † (1320 - 1 d'octubre de 1326 nomenat bisbe de Breslau)
- Jan Grot † (1 d'octubre de 1326 - 5 d'agost de 1347 mort)
- Piotr di Falków † (12 de desembre de 1347 - 6 de juny de 1348 mort)
- Bodzenta di Września † (12 de juny de 1348 - 12 de desembre de 1366 mort)
- Florian Mokrski † (16 d'agost de 1367 - 6 de febrer de 1380 mort)
- Zawisza Kurozwęcki † (de maig de 1381 - 12 de gener de 1382 mort)
- Jan Radlica † (1382 - 12 de gener de 1392 mort)
- Maffiolo Lampugnani † (1 de març de 1392 - 17 d'abril de 1393 nomenat arquebisbe, a títol personal, de Płock)
- Piotr Wysz Radoliński † (19 de desembre de 1393[1] - 9 d'agost de 1412 nomenat bisbe de Poznań)
- Wojciech Jastrzębiec † (9 d'agost de 1412 - 9 de juliol de 1423 nomenat arquebisbe de Gniezno)
- Zbigniew Oleśnicki † (9 de juliol de 1423 - 1 de març de 1455 mort)
- Tomasz Strzępiński † (25 de setembre de 1455 - 22 de setembre de 1460 mort)
- Jakub di Sienno † (1 de maig de 1461 - 7 de gener de 1462 dimití)[2]
- Jan Gruszczyński † (14 de desembre de 1463 - 19 d'octubre de 1464 nomenat arquebisbe de Gniezno)
- Jan Lutek † (19 d'octubre de 1464 - 24 de maig de 1471 mort)
- Jan Rzeszowski † (13 de novembre de 1471 - 28 de febrer de 1488 mort)
- Fryderyk Jagiellończyk † (2 de maig de 1488 - 14 de març de 1503 mort)[3]
- Jan Konarski † (21 de juliol de 1503 - 1523 dimití)[4]
- Piotr Tomicki † (9 de desembre de 1523 - 29 d'octubre de 1535 mort)
- Jan Latalski † (15 de març de 1536 - 17 d'agost de 1537 nomenat arquebisbe de Gniezno)
- Beato Jan Chojeński † (17 d'agost de 1537 - 11 de març de 1538 mort)
- Piotr Gamrat † (6 d'octubre de 1538 - 28 de gener de 1541 nomenat arquebisbe de Gniezno)
  - Piotr Gamrat † (28 de maig de 1541 - 27 d'agost de 1545 mort) (administrador apostòlic)
- Samuel Maciejowski † (19 de juny de 1546 - 26 d'octubre de 1550 mort)
- Andrzej Zebrzydowski † (25 de febrer de 1551 - 23 de maig de 1560 mort)
- Filip Padniewski † (17 de juliol de 1560 - 17 d'abril de 1572 mort)
- Franciszek Krasiński † (2 de juny de 1572 - 16 de març de 1577 mort)
- Piotr Myszkowski † (5 de juliol de 1577 - 5 d'abril de 1591 mort)
- Jerzy Radziwiłł † (9 d'agost de 1591 - 21 de gener de 1600 mort)
- Bernard Maciejowski † (23 de maig de 1600 - 31 de juliol de 1606 nomenat arquebisbe de Gniezno)
- Piotr Tylicki † (15 de gener de 1607 - 13 de juliol de 1616 mort)
- Marcin Szyszkowski † (17 d'octubre de 1616 - 30 d'abril de 1630 mort)
- Andrzej Lipski † (2 de desembre de 1630 - 4 de setembre de 1631 mort)
- Jan Olbracht Waza, S.J. † (20 de novembre de 1632 - 29 de desembre de 1634 mort)
- Jakub Zadzik † (17 de setembre de 1635 - 17 de març de 1642 mort)
- Piotr Gembicki † (10 de novembre de 1642 - 14 de juliol de 1657 mort)
- Andrzej Trzebicki † (25 de febrer de 1658 - 28 de desembre de 1679 mort)
- Jan Małachowski † (12 de maig de 1681 - 20 d'agost de 1699 mort)
  - Kazimierz Małachowski † (1699 - 1699) (vescovo eletto)
- Stanisław Dąbski † (30 de març de 1700 - 15 de desembre de 1700 mort)
- Jerzy Albrecht Denhoff † (9 de maig de 1701 - 1702 mort)
  - Sede vacante (1702-1710)
- Kazimierz Łubieński † (7 de maig de 1710 - 11 de maig de 1719 mort)
- Felicjan Szeniawski † (3 de juliol de 1720 - 2 de juliol de 1732 mort)
- Jan Aleksander Lipski † (19 de desembre de 1732 - 20 de febrer de 1746 mort)
- Andrzej Stanisław Kostka Załuski † (2 de maig de 1746 - 16 de desembre de 1758 mort)
- Kajetan Sołtyk † (12 de febrer de 1759 - 30 de juliol de 1788 mort)
- Feliks Paweł Turski † (29 de novembre de 1790 - 31 de març de 1800 mort)
  - Sede vacante (1800-1804)
- Andrzej Antoni Ignacy Gawroński † (24 de setembre de 1804 - 7 d'abril de 1813 mort)
- Jan Paweł Woronicz † (18 de desembre de 1815 - 28 de gener de 1828 nomenat arquebisbe de Varsòvia)
- Karol Skórkowski † (27 de juliol de 1829 - 25 de gener de 1851 mort)
  - Sede vacante (1851-1879)
- Albin Dunajewski † (15 de maig de 1879 - 18 de juny de 1894 mort)
- Jan Maurycy Paweł Puzyna de Kosielsko † (22 de gener de 1895 - 8 de setembre de 1911 mort)
- Adam Stefan Sapieha † (27 de novembre de 1911 - 14 de desembre de 1925)

### Arquebisbes de Cracòvia
- Adam Stefan Sapieha † (14 de desembre de 1925 - 23 de juliol de 1951 mort) 
  - Sede vacante (1951-1964)
  - Eugeniusz Baziak (23 de març de 1951 - 15 de juny de 1962 mort) (administrador apostòlic)
- Sant Karol Józef Wojtyła † (13 de gener de 1964 - 16 d'octubre de 1978 elegit papa amb el nom de Joan Pau II)
- Franciszek Macharski (29 de desembre de 1978 - 3 de juny de 2005 retirat)
- Stanisław Dziwisz, des del 3 de juny de 2005